# Campionati del mondo di mezza maratona 2016
I Campionati del mondo di mezza maratona 2016 (22ª edizione) si sono svolti il giorno 26 marzo a Cardiff, nel Regno Unito.

## Gara maschile

### Individuale
| Posizione | Atleta                    | Nazionalità   | Tempo    |
| --------- | ------------------------- | ------------- | -------- |
| Oro       | Geoffrey Kipsang Kamworor | Kenya         | 59'10"   |
| Argento   | Bedan Karoki Muchiri      | Kenya         | 59'36"   |
| Bronzo    | Mohamed Farah             | Gran Bretagna | 59'59"   |
| 4         | Abayneh Ayele             | Etiopia       | 59'59"   |
| 5         | Tamirat Tola              | Etiopia       | 1h00'06" |
| 6         | Simon Cheprot             | Kenya         | 1h00'12" |
| 7         | Abrar Osman               | Eritrea       | 1h00'58" |
| 8         | Mule Wasihun              | Etiopia       | 1h01'11" |
| 9         | Edwin Kiprop Kiptoo       | Kenya         | 1h01'21" |
| 10        | Stephen Mokoka            | Sudafrica     | 1h01'27" |

### A squadre
| Posizione | Nazione       | Atleti                                                       | Tempo    |
| --------- | ------------- | ------------------------------------------------------------ | -------- |
| Oro       | Kenya         | Geoffrey Kipsang Kamworor Bedan Karoki Muchiri Simon Cheprot | 2h58'58" |
| Argento   | Etiopia       | Abayneh Ayele Tamirat Tola Mule Wasihun                      | 3h01'16" |
| Bronzo    | Eritrea       | Abrar Osman Nguse Amlosom Hiskel Tewelde                     | 3h06'18" |
| 4         | Gran Bretagna | Mohamed Farah Callum Hawkins Dewi Griffiths                  | 3h07'00" |
| 5         | Giappone      | Naoki Kudo Minato Oishi Keijiro Mogi                         | 3h12'11" |
| 6         | Stati Uniti   | Timothy Ritchie Jared Ward Scott Bauhs                       | 3h12'28" |
| 7         | Sudafrica     | Stephen Mokoka Mbogeni Ngxazozo Vuyisile Tshoba              | 3h13'13" |
| 8         | Irlanda       | Paul Pollock Thomas Frazer Kevin Seaward                     | 3h13'29" |
| 9         | Perù          | Jhordan Alonso Ccope Raverso Ramos Ferdinand Pacheco         | 3h15'27" |
| 10        | Francia       | Sidi-Hassan Chahdi Denis Mayaud Romain Courcières            | 3h16'20" |

## Gara femminile

### Individuale
| Posizione | Atleta                      | Nazionalità | Tempo    |
| --------- | --------------------------- | ----------- | -------- |
| Oro       | Peres Jepchirchir           | Kenya       | 1h07'31" |
| Argento   | Cynthia Jerotich Limo       | Kenya       | 1h07'34" |
| Bronzo    | Mary Wacera Ngugi           | Kenya       | 1h07'54" |
| 4         | Netsanet Gudeta             | Etiopia     | 1h08'01" |
| 5         | Genet Yalew                 | Etiopia     | 1h08'15" |
| 6         | Gladys Chesir Kiptagelai    | Kenya       | 1h08'46" |
| 7         | Pascalia Chepkorir Kipkoech | Kenya       | 1h09'44" |
| 8         | Dehininet Demsew            | Etiopia     | 1'10"13  |
| 9         | Gladys Tejeda               | Perù        | 1h10'14" |
| 10        | Yuka Ando                   | Giappone    | 1h10'34" |

### A squadre
| Posizione | Nazione     | Atlete                                                    | Tempo    |
| --------- | ----------- | --------------------------------------------------------- | -------- |
| Oro       | Kenya       | Peres Jepchirchir Cynthia Jerotich Limo Mary Wacera Ngugi | 3h22'59" |
| Argento   | Etiopia     | Dehininet Demsew Netsanet Gudeta Genet Yalew              | 3h26'29" |
| Bronzo    | Giappone    | Yuka Ando Mizuki Matsuda Miho Shimizu                     | 3h32'25" |
| 4         | Australia   | Milly Clark Cassie Fien Eloise Wellings                   | 3h32'48" |
| 5         | Stati Uniti | Janet Cherobon-Bawcom Sara Hall Kellyn Taylor             | 3h34'26" |
| 6         | Canada      | Lanni Marchant Tarah Korir Laura Batternik                | 3h36'54" |
| 7         | Italia      | Rosaria Console Anna Incerti Veronica Inglese             | 3h38'44" |
| 8         | Messico     | Vianey De La Rosa Brenda Flores Margarita Hernández       | 3h39'07" |
| 9         | Colombia    | Kellys Arias Ángela Figueroa Angie Orjuela                | 3h39'23" |
| 10        | Perù        | Jovana De La Cruz Luz Mery Rojas Gladys Tejeda            | 3h39'46" |